# Phygadeuon lachesis
Phygadeuon lachesis är en stekelart som beskrevs av Joseph Kriechbaumer 1892. Phygadeuon lachesis ingår i släktet Phygadeuon och familjen brokparasitsteklar. Arten är reproducerande i Sverige. Inga underarter finns listade i Catalogue of Life.